# Capparis erycibe
Capparis erycibe är en kaprisväxtart som beskrevs av Hallier f. Capparis erycibe ingår i släktet Capparis och familjen kaprisväxter. Inga underarter finns listade i Catalogue of Life.